# 古尔扎里拉尔·南达

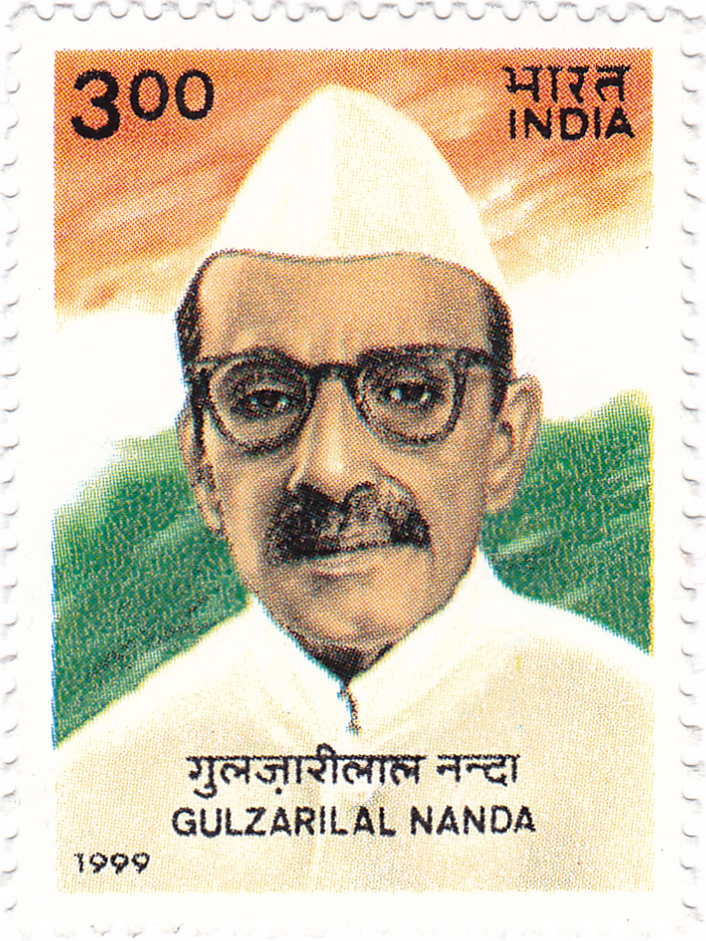
1999年发行的古尔扎里拉尔·南达纪念邮票

古尔扎里拉尔·南达（（1898年7月4日—1998年1月15日）英属印度政治家、经济学家。

## 生平
1964年尼赫鲁去世和1966年拉尔·巴哈杜尔·夏斯特里去世后曾两次短暂担任印度总理，之後交棒尼赫魯的女兒英迪拉·甘地。1997年获得印度最高平民荣誉印度国宝勋章。